# Francisco de Garay
Francisco de Garay (Sopuerta, Biscaia, 1475 - 1523) navegou para a ilha de São Domingos como colono com Cristóvão Colombo na sua segunda viagem (1493). Estava aparentado com a esposa de Diego Colombo, Maria de Toledo, que pela sua vez estava aparentada com o rei Fernando o Católico. Posteriormente foi designado governador da ilha da Jamaica. Obteve licença da coroa espanhola para colonizar os arredores do rio Pánuco, mas as suas expedições fracassaram.

## Estância na ilha de São Domingos
Acredita-se que em 1502 uma fenomenal descoberta de ouro perto de Santo Domingo lançou Garay pelo caminho da riqueza e do poder. Contudo, em poucos anos estava fortemente endividado com banqueiros genoveses. Esta foi talvez a motivação detrás das suas tentativas por descobrir novas terras.
Em 1511, Garay visou conquistar a ilha de Guadalupe e falhou. Subsequentemente serviu como alguazil maior da ilha de São Domingos e prefeito do forte Yáquimo.

## Governança de Jamaica
Em 1514, viajou a Espanha à procura de uma concessão real, e foi escolhido pelo rei Fernando como governador de Jamaica e administrador das propriedades reais lá. Enquanto a sua nomeação estava pendente, comprou duas caravelas "para o serviço de Jamaica" e arrumou-as de um modo que sugestiona que intentava uma viagem de descobrimento. Se tal era o seu plano, foi tido em suspenso enquanto Francisco Hernández de Córdoba e Juan de Grijalva exploravam o sul do golfo do México saindo de Cuba em 1517 e 1518.

## Expedições ao rio Pánuco

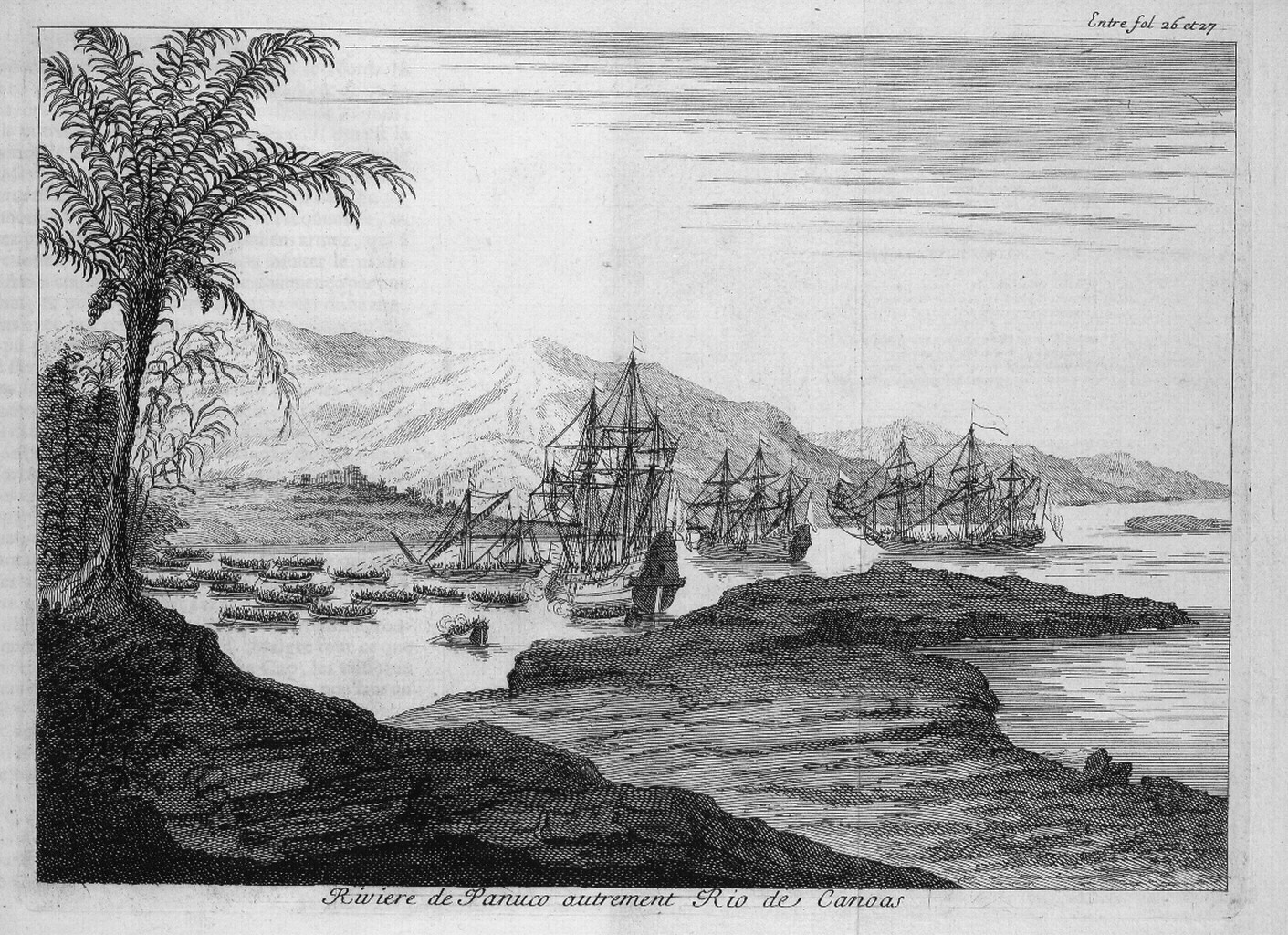
As expedições de Garay foram atacadas pelos nativos huastecos

No ano seguinte, enquanto Hernán Cortés navegava para o México, Francisco Garay preparou quatro barcos com 270 homens para explorar as costas do norte do Golfo e colocou-as sob o comando do seu adjunto naval Alonso Álvarez de Pineda.
Pineda foi comissionado, não somente para explorar e desenhar um mapa da costa do golfo do México, mas também visando encontrar a passagem do noroeste para o oceano Pacífico. Garay também instruiu Pineda para interceptar a expedição de Hernando Cortés em Veracruz. O plano era que Pineda tomasse de Cortés essa porção da conquista no México para Garay.
Álvarez de Pineda explorou da península da Florida até o estabelecimento de Cortés de Villa Rica de la Vera Cruz. Foi o primeiro europeu a desenhar a costa da Florida até Veracruz. Designou esta área como Amichel.
Em Veracruz, a expedição encontrou-se com homens sob comando do conquistador Hernán Cortés, que estava preparando o assalto ao império Asteca de Moctezuma II. O ambicioso Cortés capturou os homens de Pineda tão pronto desembarcaram e tentou pegar àquele também, mas o explorador escapou. Pineda não teve outra opção senão navegar de volta para norte repetindo a sua rota ao longo do golfo do México por um período de quarenta dias, para logo navegar de volta para Jamaica.
Após dar parte a Garay, retornou imediatamente ao rio Pánuco para estabelecer uma colônia. Ai faleceu em 1520 num levantamento Huasteca.
Nesse mesmo ano, Francisco Garay enviou outra expedição sob comando de Diego de Camargo para estabelecer colônias na boca do rio das Palmas. Esta expedição consistia de três barcos, 150 soldados da pé, sete ginetes, canhão de latão, materiais de construção, e vários alvanéis.
A expedição, devia supervisar a construção de um forte na boca do rio das Palmas. Desde este forte, missionários sairiam a converter as tribos nativas, uma honra que Garay sentia que os índios desejavam e não lhes devia ser negado. Adicionalmente, outra razão para a colônia era contra-arrestar a crescente influência de Cortés no México. Porém, os índios deram grandes problemas e expulsaram os espanhóis da região.
Após suportar grandes sofrimentos e de perder dois barcos, os homens finalmente atingiram Veracruz. O último dos seus barcos afundou-se enquanto estava ancorado em porto, e os homens de Camargo uniram-se aos de Cortés. Camargo, desilusionado com a sua falta de sucesso, pronto faleceu de frio e dos doentios efeitos da expedição.
Garay, baseado no reconhecimento de Álvarez de Pineda, buscou aprovação real para colonizar Amichel. Finalmente, a 14 de junho de 1523, armado com uma patente da coroa espanhola, onze barcos e 750 homens, navegou desde Jamaica para renovar a frustrada colônia no Pánuco.

## Expedição pessoal ao rio Pánuco
No Verão de 1523, três anos depois que Camargo fora expulso, Francisco Garay mesmo arribou à boca do rio. Garay, que acreditava que as expedições prévias enviadas para a área estavam intatas e prosperando, esperava expandir o forte de Camargo a uma colônia. Desde este estabelecimento no rio Pánuco, que ele planeava nomear na sua honra, Garay reclamaria uma grande área a sul.
Depois de que ventos contrários empurrassem as suas embarcações mais de 160 quilômetros a norte do seu objetivo original, ele desembarcou na foz do rio Soto la Marina, a cerca de 240 quilômetros a sul do rio Grande. Foi a este rio que Garay deu o nome pelo qual séria conhecido em tempos coloniais, rio das Palmas.
Ancorando fora da atual Boca Chica, Garay enviou uma pequena expedição rio acima para selecionar uma situação adequada para a sua nova capital e para fazer contato com Camargo. Contudo, quando chegaram descobriram que os seus predecessores marcharam. Retornando após quatro dias, o grupo explorador tinha o mais triste relatório da conveniência da área para situar uma nova cidade, e todos os planos para uma colônia no rio das Palmas foram abandonados.

## Entrevista com Hernán Cortés e morte
Recusando o conselho dos seus oficiais de se estabelecerem ali mesmo, como Camargo antes que ele, Garay dirigiu-se a sul para Veracruz. Dirigiu uma marcha por terra ao rio Pánuco, somente para encontrar que as forças de Cortés já estabeleceram controlo e fundaram uma cidade chamada Santiesteban del Puerto (atualmente Pánuco (Veracruz)).
Garay, enfrentado com a deserção dos seus homens e incapaz de contra-arrestar a influência da facção de Hernán Cortés, viajou então para a cidade do México para um encontro com o conquistador. Ali foi tratado com hospitalidade enquanto negociava com Cortés direitos de colonização no rio das Palmas. Um acordo foi conseguido e os dois "principais" assistiram juntos à missa de Natal. Pouco depois, Garay enfermou de pneumonia e faleceu a 27 de dezembro de 1523.